# Aulagromyza kraussi
Aulagromyza kraussi är en tvåvingeart som först beskrevs av Mitsuhiro Sasakawa 1963.  Aulagromyza kraussi ingår i släktet Aulagromyza och familjen minerarflugor. Inga underarter finns listade i Catalogue of Life.